# Хачіан-Мару
Хачіан-Мару (Hachian Maru) — транспортне судно, яке під час Другої світової війни брало участь у операціях японських збройних сил на Тихому океані. 
Судно спорудили як SS Kinshan в 1903 році для компанії Hong Kong, Canton & Macao S.S. Co. 
В 1942-му воно опинилось у руках японців та стало використовуватись ними під назвою «Хачіан-Мару».
25 грудня 1942-го судно знаходилось у Яванському морі за півтори сотні кілометрів на південний захід від порту Банджермасін (південне узбережжя Борнео). Тут його перехопив американський підводний човен USS Thresher, який спершу провів дві невдалі торпедні атаки. Далі субмарина спливла та при місячному освітленні відкрила вогонь по «Хачіан-Мару» з гармати, при цьому артилеристам вдалось досягнути восьми влучань в район ватерлінії. Далі по транспорту випустили ще одну торпеду, яка влучила, але не здетонувала. Втім, вже отриманих судном пошкоджень виявилось достатньо щоб воно затонуло.